# Fenzhou Wuye
Fenzhou Wuye (chiń. 汾州無業, pinyin Fénzhōu Wúyè; kor. 분주무업 Punju Muŏp; jap. Funshū Mugyō; wiet. Phần Châu Vô Nghiệp; ur. 761, zm. 823) – chiński mistrz chan szkoły hongzhou, uczeń mistrza Mazu Daoyi.

## Życiorys
Urodził z w Shangluo w prow. Shangzhou. Jego rodzinne nazwisko to Du.
Już w wieku 9 lat studiował sutry mahajany pod kierunkiem mistrza chan Zhibena. Wśród tekstów, które poznawał były Sutra Diamentowa, Sutra lotosu, Sutra Wimalakirtiego i Awatamsaka sutra.
W 779 r. przyjął pełną ordynację mnisią u nauczyciela winai Xiangzhou Yu. Studiował także wtedy Sifen lu (Winaję w czterech częściach). Podobno po przeczytaniu jakiegokolwiek tekstu, był gotów do wykładów o nim. Biografia jego zawiera informację, że często wykładał także Sutrę Nirwany.
Wuye został w końcu uczniem mistrza Mazu w klasztorze Kaiyuan, w ostatniej dekadzie życia mistrza. Po otrzymaniu przekazu Dharmy, Wuye opuścił Hongzhou i udał się w pielgrzymkę. Początkowo podróżował na południe, aby złożyć szacunek przy stupie 6 Patriarchy Huinenga. Następnie wędrował po świętych górach buddyzmu w Chinach; odwiedził góry Lu, Nanyue, Tiantai i inne. Zatrzymał się także w Chang’anie w klasztorze Ximing. Wtedy to Wuye został rekomendowany na stanowisko „liangjie dade” (dosł. bardzo wartościowego ze stolicy), jednak odmówił.
Ostatecznie osiedlił się w Shangdang (na płn.-wsch. od Luoyangu), we wschodniej części dzisiejszej prow. Shanxi. Wkrótce stał się znany i był często odwiedzany przez militarnego komisarza prowincji Zhaoyi – Li Baozhena. W miarę zyskiwania coraz większej popularności zauważył, że ma coraz mniej czasu na swój dalszy duchowy rozwój. Opuścił więc Shangdang i przeniósł się na górę Wuyu, gdzie spędził 8 lat na czytaniu całego buddyjskiego kanonu.
Następnie przeniósł się do Fenzhou (w dzisiejszej prowincji Shanxi, za płd.-zach. od Taiyuanu). Tam został zaproszony przez Donga Shuchana – urzędnika dystryktu – do poprowadzenia klasztoru Kaiyuan. Wuye pozostał więc w Fenzhou przez następne dwie dekady.
Jego reputacja rosła i cesarz Xianzong posłał dwa zaproszenia mistrzowi w 819 i 820 r., aby ten pojawił się w Chang’anie. Cesarz otrzymał wcześniej nauki od dwóch mistrzów szkoły hongzhou Xingshana Weikuana i Zhangjinga Huaihui, jednak obaj już zmarli. Wuye odrzucił zaproszenie wymawiając się chorobą. Gdy w 829 r. następca Xianzonga, jego syn Muzong został cesarzem, także wysłał kilka zaproszeń mistrzowi. Wuye odmawiał i w 823 r. zmarł.
Otrzymał pośmiertny tytuł „dada guoshi” (Narodowy Nauczyciel Wielkiej Przenikliwości), a jego stupa otrzymała nazwę „chengyuan” (Czyste Źródło).

## Linia przekazu Dharmy zen
Pierwsza liczba oznacza liczbę pokoleń mistrzów od 1 Patriarchy indyjskiego Mahakaśjapy.
Druga liczba oznacza liczbę pokoleń od 28/1 Bodhidharmy, 28 Patriarchy Indii i 1 Patriarchy Chin.
- 33/6. Huineng (638–713)
  - 34/7. Nanyue Huairang (677–744)
    - 35/8. Mazu Daoyi (709–788) szkoła hongzhou
      - 36/9. Fenzhou Wuye (761–823)